# Jeev Milkha Singh
Jeev Milkha Singh (* 15. Dezember 1971 in Chandigarh, Indien) ist ein indischer Profigolfer der European Tour und der Asian Tour. Er ist der Sohn des berühmten indischen Leichtathleten Milkha Singh und der erste Inder, der Mitglied auf der European Tour geworden ist.
Anfang der 1990er Jahre hielt sich Singh in den USA auf und gewann einige Amateurturniere. Im Jahre 1993 wurde er Berufsgolfer und sicherte sich seinen ersten Sieg bei einem regionalen Event, den Southern Oklahoma State Open. Danach spielte er hauptsächlich auf der Asian Tour und regionalen asiatischen Turnieren, wo er weitere Erfolge verbuchen konnte. Im Herbst 1997 qualifizierte Singh sich über die Tour School für die European Tour und erreichte als beste Platzierung einen 50. Platz in der Geldrangliste der Saison 1999. Danach hatte er mit einigen Verletzungen zu kämpfen, und im April 2006 schaffte er als zweiter Inder nach Arjun Atwal einen Turniersieg auf der großen europäischen Turnierserie, die Volvo China Open, ein Event, das gemeinsam mit der Asian Tour veranstaltet wurde. Mit dem Gewinn der Volvo Masters, des prestigeträchtigen Abschlussturnieres der European Tour im Oktober 2006, setzte Singh einen vorläufigen Höhepunkt in seiner Karriere und klassierte sich in der European Tour Order of Merit auf Platz 16. Zudem gelang es ihm, die Asian Tour Geldrangliste der Saisons 2006 und 2008 zu gewinnen.

## Turniersiege
- 1993 Southern Oklahoma State Open, Bukit Kaira Golf Championship (Malaysia)
- 1994 Shinhan Donghae Open (Südkorea), Northern Indian Open
- 1995 Philippine Classic, Asian Matchplay Championship (beide Asian Tour), Thailand PGA Championship, Mahindra BPGC Open (Indien), Toyota Crown Open (Thailand)
- 1996 Philip Morris Asia Cup (Asian Tour)
- 1999 Lexus International (Asian Tour)
- 2006 Volvo China Open (Asian und European Tours), Casio World Open (Japan Golf Tour), Golf Nippon Series JT Cup (Japan Golf Tour), Volvo Masters (European Tour)
- 2008 Bank Austria GolfOpen presented by Telekom Austria (European Tour), Nagashima Shigeo Invitational Sega Sammy Cup, Golf Nippon Series JT Cup (beide Japan Golf Tour), Barclays Singapore Open (Asian Tour)
- 2012 Aberdeen Asset Management Scottish Open

## Teilnahmen an Teambewerben
- Alfred Dunhill Cup (für Indien): 1996, 1999
- Dynasty Cup (für Asien): 2003 (Sieger)
- Royal Trophy (für Asien): 2007, 2010, 2011
- World Cup: 2008, 2009

## Resultate bei Major Championships
| Tournament        | 2002 | 2003 | 2004 | 2005 | 2006 | 2007 | 2008 | 2009 | 2010 | 2011 | 2012 | 2013 |
| ----------------- | ---- | ---- | ---- | ---- | ---- | ---- | ---- | ---- | ---- | ---- | ---- | ---- |
| Masters           | DNP  | DNP  | DNP  | DNP  | DNP  | T37  | T25  | CUT  | DNP  | DNP  | DNP  | DNP  |
| US Open           | T62  | DNP  | DNP  | DNP  | T59  | T36  | DNP  | CUT  | DNP  | DNP  | DNP  | DNP  |
| Open Championship | DNP  | DNP  | DNP  | DNP  | DNP  | CUT  | DNP  | DNP  | DNP  | DNP  | T69  | DNP  |
| PGA Championship  | DNP  | DNP  | DNP  | DNP  | DNP  | CUT  | T9   | T67  | DNP  | DNP  | CUT  |      |

DNP = nicht teilgenommen

CUT = Cut nicht geschafft

„T“ geteilte Platzierung

WD = zurückgezogen

Grüner Hintergrund für Siege

Gelber Hintergrund für Top 10